# Європейська конференція цивільної авіації

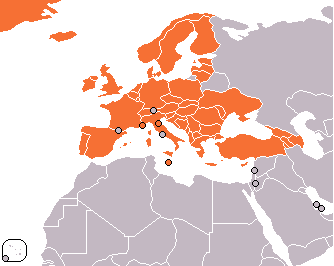
Карта Європейської конференції цивільної авіації

Європейська конференція цивільної авіації — міжурядова організація, заснована Міжнародною організацією цивільної авіації (ІКАО) та Радою Європи. Утворена 1954 в м. Страсбурзі (Франція) з метою вивчення проблем європейського повітряного транспорту і сприяння його ефективному розвитку та використанню.
Координаційний комітет у складі президента, віце-президента і голів постійних комітетів керує діяльністю організації у період між сесіями Пленарної комісії, яка є вищим органом ЄКЦА.